# 天長市
天長市（てんちょう-し）は中華人民共和国安徽省滁州市に位置する県級市。

## 行政区画
- 街道:天長街道
- 鎮:銅城鎮、汊澗鎮、秦欄鎮、大通鎮、楊村鎮、石梁鎮、金集鎮、永豊鎮、仁和集鎮、冶山鎮、鄭集鎮、張鋪鎮、新街鎮、万寿鎮